# Barabás
Barabás is een plaats (község) en gemeente in het Hongaarse comitaat Szabolcs-Szatmár-Bereg. Barabás telt 855 inwoners (2001).